# Ibrahim Abi-Ackel
Ibrahim Abi-Ackel est un député brésilien, né le 2 mars 1927.

## Biographie
Issu de l'immigration arabe au Brésil, il est initié à la vie politique brésilienne en 1955. Il devient conseiller municipal de la ville de Manhuaçu dans l'État du Minas Gerais.
De 1980 à 1985, il a exercé la charge de ministre de la justice, dans le gouvernement de João Baptista de Oliveira Figueiredo.
Il a exercé sept mandats électifs, dont celui de député de l'État du Minas Gerais.
En 2005, étant membre du Parti progressiste, il est invité à participer dans la commission parlementaire au scandale des mensualités.